# ТЭМ23
ТЭМ23 (тепловоз с электрической передачей, маневровый, тип 23) — российский двухдизельный маневровый тепловоз, разработанный на Брянском машиностроительном заводе. Первый тепловоз из новой линейки локомотивов АО «Трансмашхолдинг» (ТМХ), кузов которого выполнен в новом дизайне «ДНК». Также является первым тепловозом в линейке новой платформы маневровых машин ТМХ, которая предполагает в перспективе решения с альтернативной тягой. По состоянию на апрель 2025 года известно о постройке не менее 11 экземпляров, получивших порядковые номера от 0001 до 0011.

## История создания и выпуска
ТЭМ23 рассматривается как замена флагманской серии ТЭМ18 (в том числе выпускаемой с 2007 года версии ТЭМ18ДМ). В ТЭМ23 заложена возможность перевода локомотива на газовое топливо, создания шестиосной версии; по состоянию на 2022 год прорабатывался вопрос интеграции в конструкцию системы «Автомашинист», разработанной ООО «ЛокоТех-Сигнал». Помимо этого, параллельно с ТЭМ23 на той же платформе разработан и испытывается маневровый контактно-аккумуляторный электровоз ЭМКА2, способный питаться от встроенных накопителей электроэнергии и от контактной сети.
В качестве основного конкурента отмечен тепловоз ТЭМ10, который строится АО «Синара-Транспортные Машины» (СТМ, из группы «Синара») на  Людиновском тепловозостроительном заводе (ЛТЗ). ТЭМ10 также имеет две дизельные силовые установки и модульную конструкцию.
В 2023 году ТМХ объявил о начале серийного выпуска ТЭМ23.

## Конструкция
Тепловоз имеет конструкцию модульного типа. Она включает взаимозаменяемые модули силовой установки (две единицы); пневматического, электрического и вспомогательного оборудования; холодильной камеры и кабины машиниста.
Новая концепция дизайна экстерьера ТМХ была создана Национальным центром промышленного дизайна и инноваций 2050.ЛАБ, совместно с европейской дизайн-студией Italdesign в ноябре 2019 года. По итогам конкурса Red Dot Design 2020, компания ТМХ получила премию в категории «Концепция дизайна». Дизайн-концепция экстерьера локомотива отмечена международной премией в области промышленного и графического дизайна Good Design. ТЭМ23 стал первым локомотивом, в дизайне экстерьера которого лежит концепция бренд-ДНК. Здесь потребовалось совместить новую тенденцию внешнего вида с компоновочными решениями БМЗ, в том числе с учётом требования к модульности конструкции.
Предприятие ООО «ТМХ-Электротех», входящее в Трансмашхолдинг, разработало новый асинхронный тяговый электродвигатель (АТЭД) типа ДТА-200Т, который планируется устанавливать на ТЭМ23. В начале 2022 года завершились испытания этого АТЭД (с присвоением литеры О1). Это трёхфазный асинхронный электродвигатель с короткозамкнутым ротором.
Тепловоз с новыми АТЭД прошёл испытания. Принято решение об изготовлении установочной партии электродвигателей.
В тепловозе применен синхронный генератор с активным выпрямителем и тяговый преобразователь производства ООО НПО «Горизонт».
После испытаний в конструкцию ТЭМ23 было добавлено или кардинально изменено 13 систем.
Весной и летом 2023 года на Череповецком металлургическом комбинате ПАО «Северсталь» прошёл подконтрольно-демонстрационную эксплуатацию ТЭМ23-0001. Учитывая результаты тех испытаний, было решено в ТЭМ23-0002 использовать более ресурсную модель силовой установки (КАМАЗ-910) с подтверждённой ремонтопригодностью, вместо применённой на ТЭМ23-0001 установки КАМАЗ-740. Гарантийный ход до капитального ремонта КАМАЗ-910 составляет 1 млн км.

## Галерея
- ТЭМ23-0001. Передняя тележка
- ТЭМ23-0001. Задняя тележка

- Пульт машиниста ТЭМ23-0001 со стороны малого капота
- Пульт машиниста ТЭМ23-0001 со стороны большого капота
- Пульт машиниста ТЭМ23-0002 со стороны малого капота
- Пульт машиниста ТЭМ23-0002 со стороны большого капота